# トマス・ジョセ・ダ・アヌンシアソン
トマス・ジョセ・ダ・アヌンシアソン（Tomás José da Anunciação、1818年10月26日 - 1879年4月3日）は、ポルトガルの画家である。風景画、特に家畜のいる風景画を描いたことで知られている。

## 略歴
リスボンの貧しい家に生まれた。リスボンの美術アカデミーで学び、1837年から絵画コースで学んだ。4年間の在校中、毎年アカデミーの展覧会で賞を取り、その後1844年まで歴史画のコースで学んだ。卒業後、自然史博物館（Museu de História Natural）の図版制作の仕事をして、動物に関する関心を高めた。1852年に美術アカデミーの動物画を教授になった。
同時期のポルトガルの画家たちにはジョセ・ロドリゲス（José Rodrigues）やフランシスコ・アウグスト・メトラス、ミゲル・アンジェロ・ルピ、ルイス・デ・メネシス（Luís de Meneses）らがいて、1856年にリスボンで最初の大規模な共同展を開催した。
1867年のパリ万国博覧会の展覧会に出展し、パリに短期間滞在し、ローザ・ボヌール（1822-1899）やコンスタン・トロワイヨン（1810-1865）といったフランスの動物画家たちと知り合い影響を受けた。
1874年に脳卒中を患い、完全には回復することはなかったが、1878年にリスボンの美術アカデミーの校長となり、国王ルイス1世の王妃マリア・ピア・デ・サボイアの絵画の個人教師を務めた。
1879年にリスボンで60 歳で亡くなった。
没後の1884年に美術アカデミーによって動物画の優れた画家に贈られるアヌンシアソン賞（Prémio Anunciação）が創設され、この賞は100年近く存続した。

## 作品

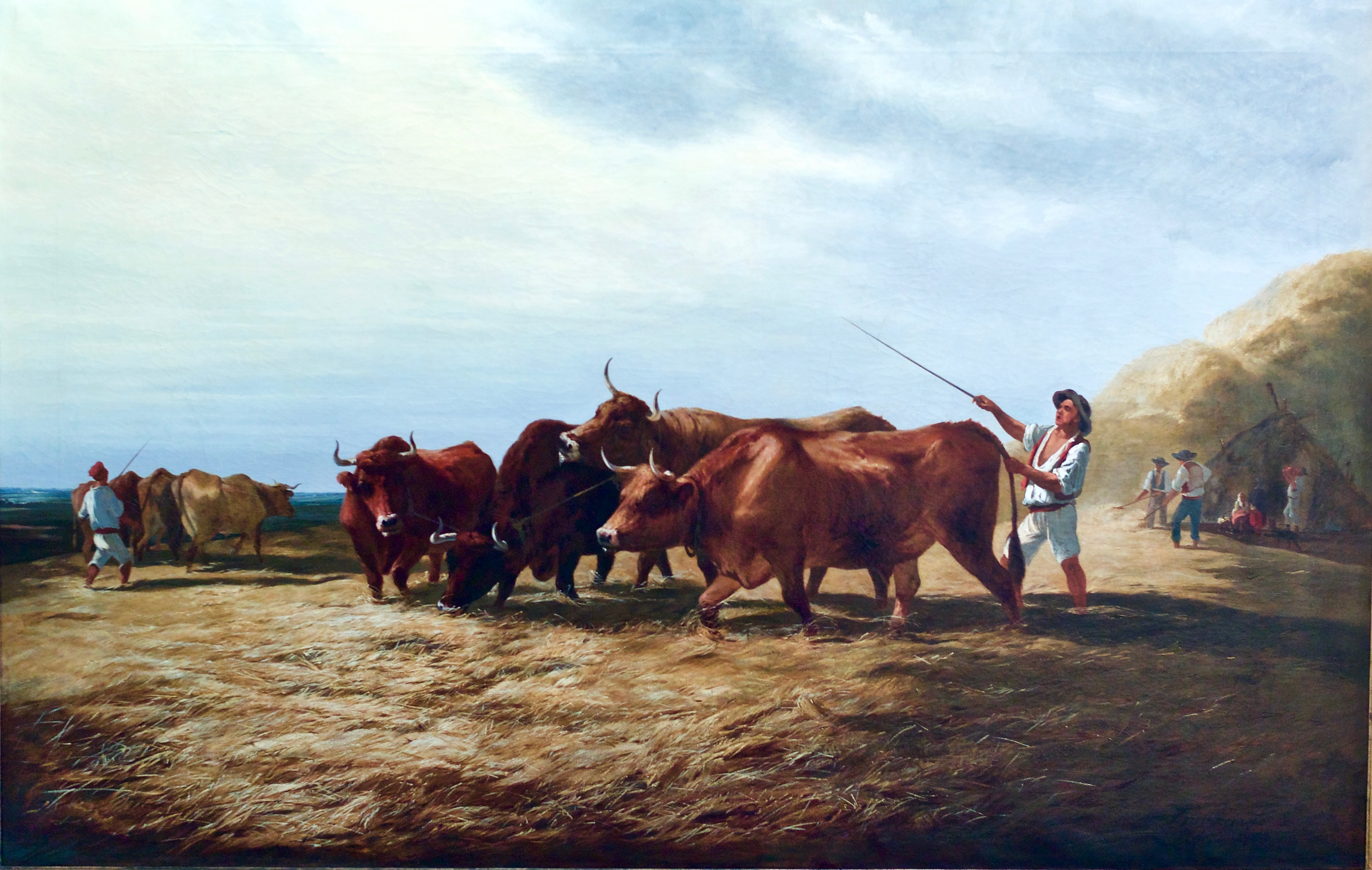
牛飼のいる風景　(1851) シアード近代美術館（リスボン）
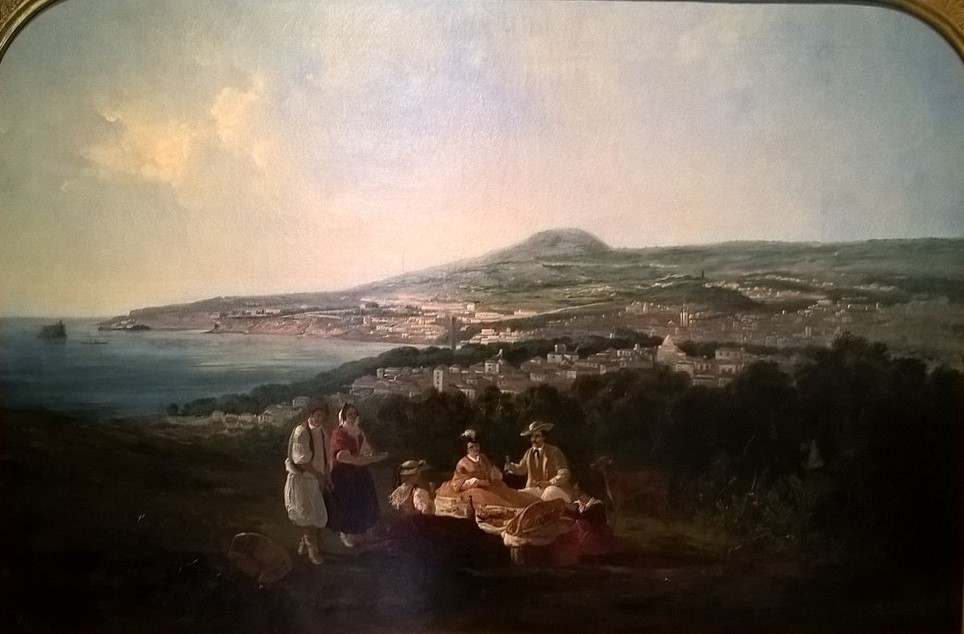
ピクニック (1865) Museu Quinta das Cruzes
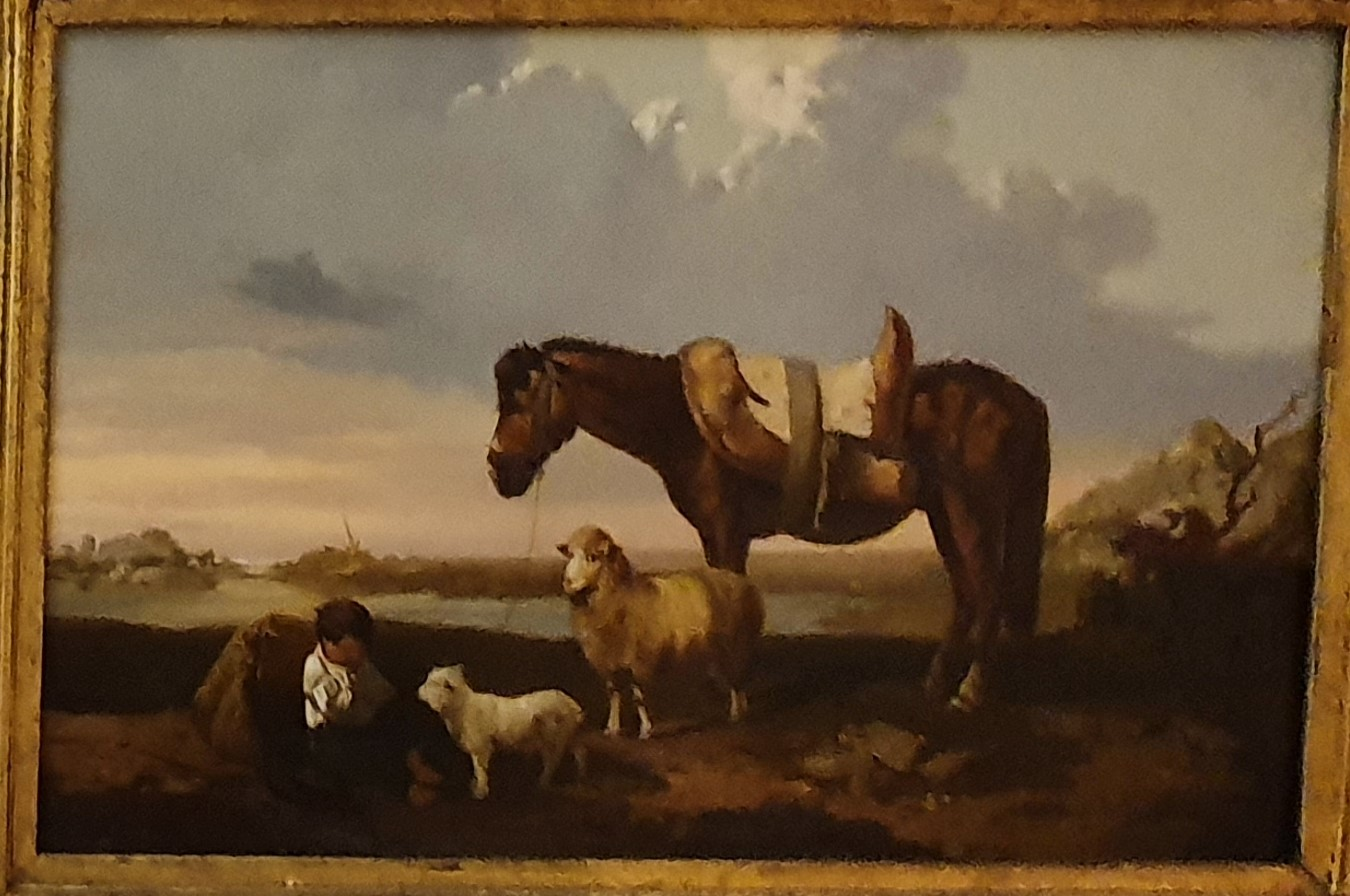
道 (1856) Museu José Malhoa